# Aleh Szkabara
Aleh Szkabara (biał. Алег Шкабара, ros. Олег Шкабара, Oleg Szkabara; ur. 15 lutego 1983 w Mińsku) – białoruski piłkarz, grający na pozycji pomocnika.
Jego atrybuty fizyczne to 176 cm i 73 kg. Obecnie występuje w zespole Dynama Mińsk. Wcześniej występował w białoruskich zespołach takich jak: Traktar Mińsk, BATE Borysów i FK Homel oraz rosyjskich Dinamo Moskwa i Urał Jekaterynburg.